# Reyesia
Reyesia Gay es un género de plantas fanerógamas de la subfamilia Cestroideae, incluida en la familia de las solanáceas (Solanaceae). Comprende 11 especies descritas y de estas, solo 4 aceptadas.

## Taxonomía
El género fue descrito por Claudio Gay y publicado en Flora Chilena 4(4): 418–420, t. 52. 1849. La especie tipo es: Reyesia chilensis
Etimología
Reyesia: nombre genérico que ha sido nombrado en honor de Antonio García Reyes, periodista chileno.

## Especies aceptadas
- Reyesia cactorum
- Reyesia chilensis
- Reyesia juniperoides
- Reyesia parviflora